# Pietro Consagra
Pietro Consagra (Mazara del Vallo, Sicilija, 4. listopada 1920. – Milano, 16. srpnja 2005.) talijanski kipar i pisac.

## Životopis
Studirao u Palermu, od 1944. djeluje u Rimu; suosnivač je grupe Forma (1947.) i Continuità (1961.) U početku oblikuje ekspresionističke skulpture, potom metalne obojene apstraktne skulpture tzv. transparentno željezo (apstraktne kompozicije u kovini) u ciklusu "Razgovor" i "Frontalni grad" (1968.)
Autobiografiju pod nazivom Vita Mia ili "Moj život" napisao je" 1980. Objavio je i zbirku poezije 1985. pod nazivom Ci Penso Amo. Napisao je također knjigu o urbanizmu. 